# Ґруцеле
Ґруцеле (пол. Grucele) — село в Польщі, у гміні Трошин Остроленцького повіту Мазовецького воєводства.
Населення — 159 осіб (2011).
У 1975-1998 роках село належало до Остроленцького воєводства.

## Демографія
Демографічна структура станом на 31 березня 2011 року:
|          | Загалом | Допрацездатний вік | Працездатний вік | Постпрацездатний вік |
| -------- | ------- | ------------------ | ---------------- | -------------------- |
| Чоловіки | 76      | 9                  | 55               | 12                   |
| Жінки    | 83      | 25                 | 41               | 17                   |
| Разом    | 159     | 34                 | 96               | 29                   |